# Ludwig Wirth

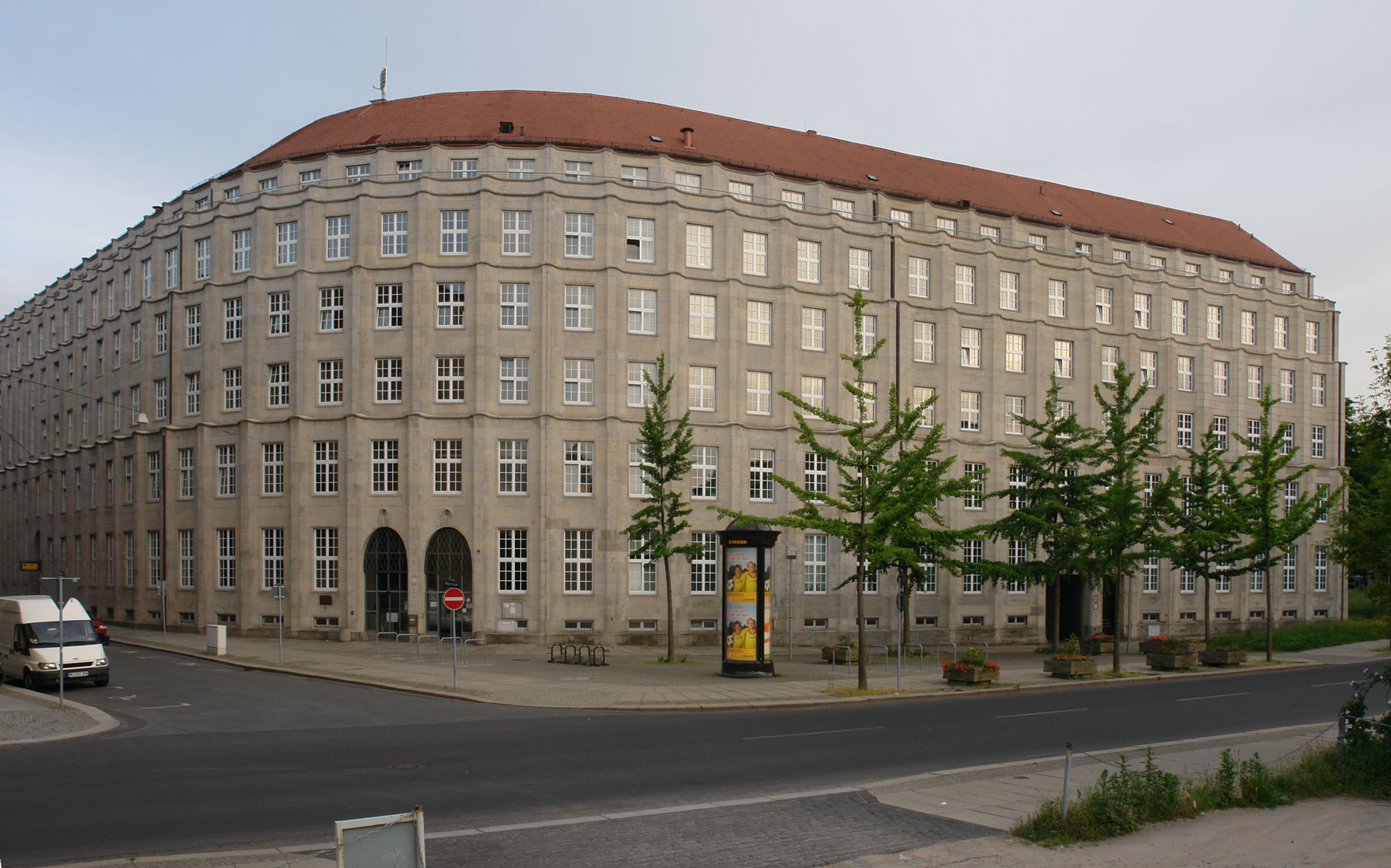
Dresden, Stadthaus Theaterstraße 11–13, Realisiert 1923.

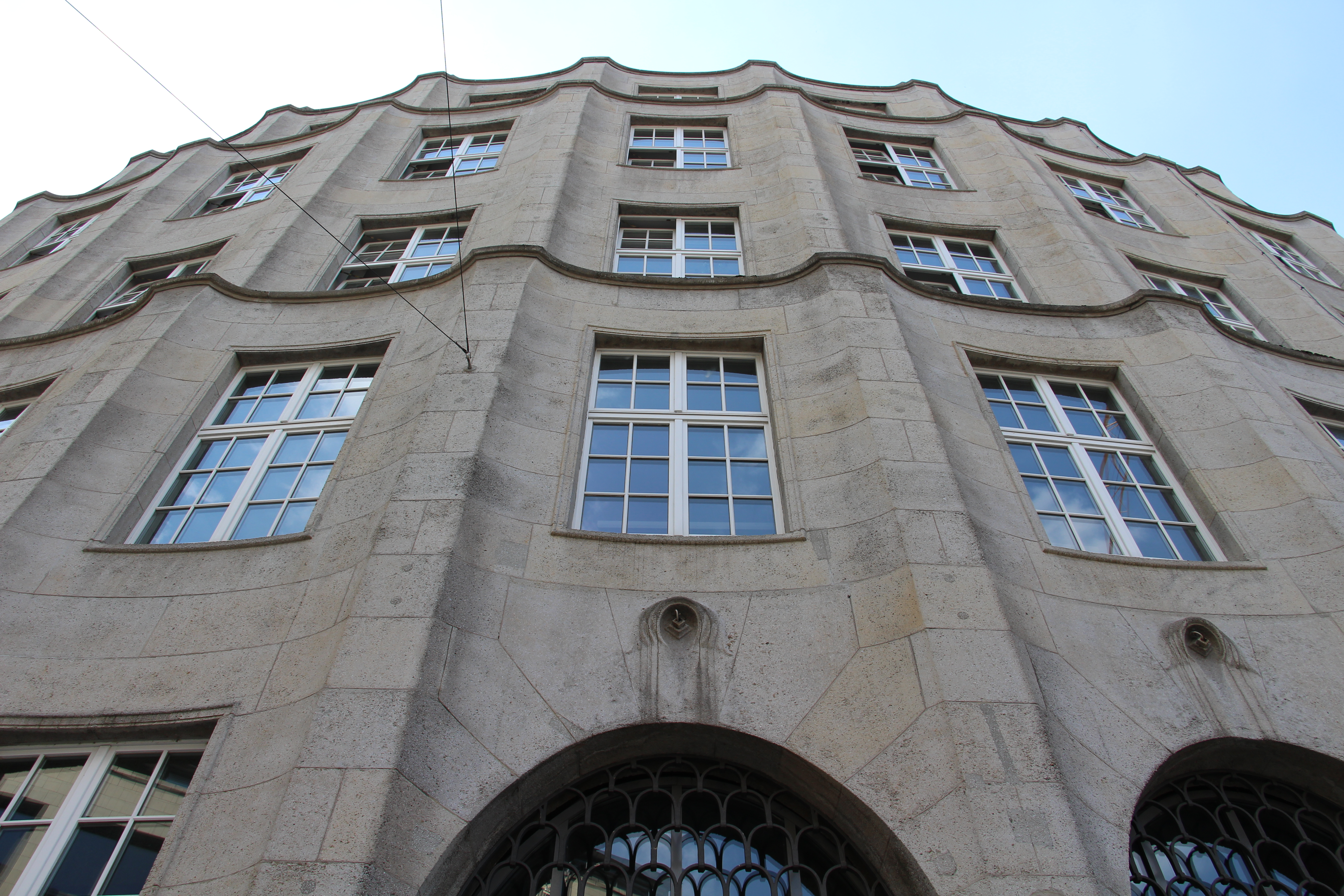
Dresden, Stadthaus Theaterstraße 11–13, Fassadendetail.

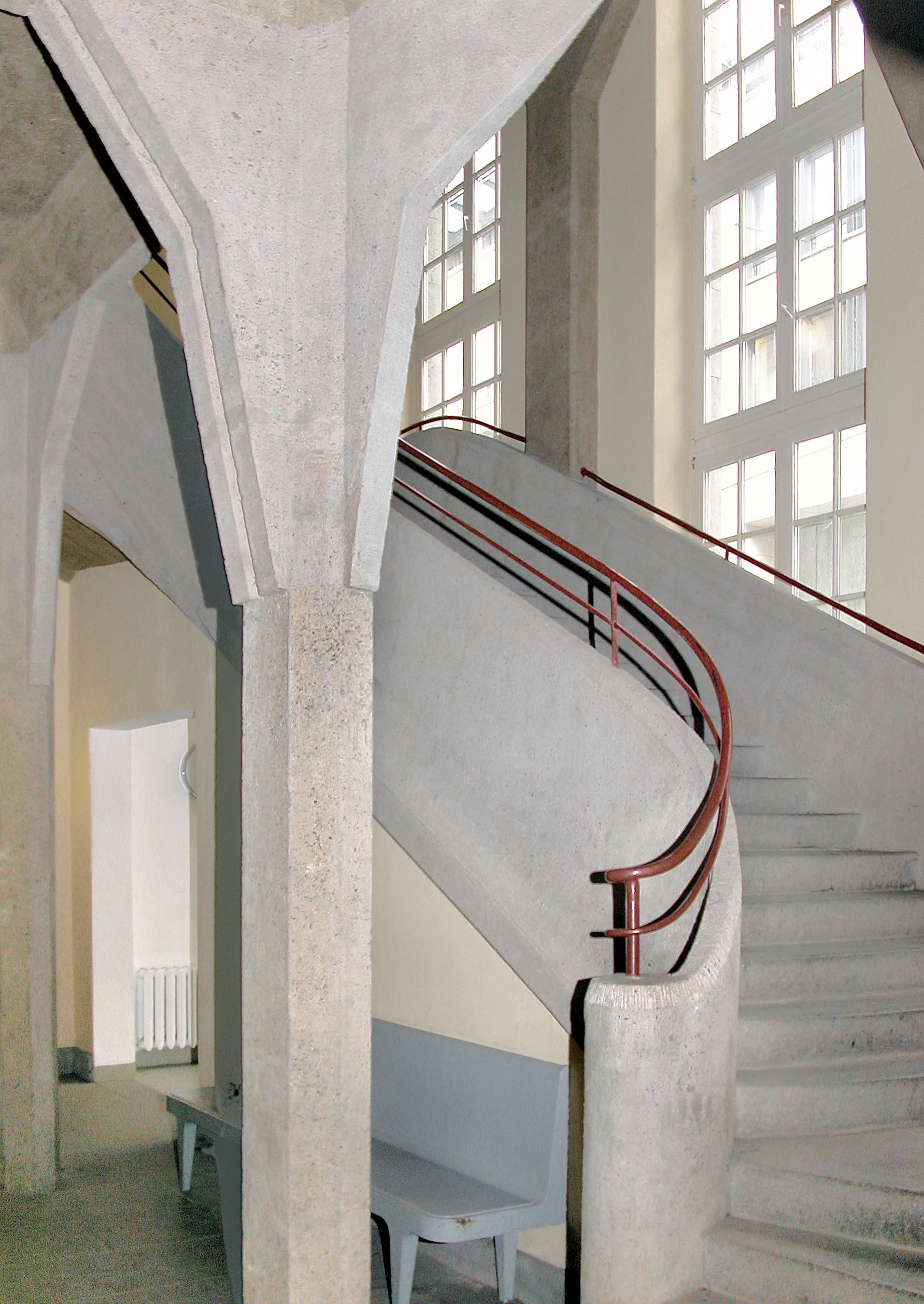
Stadthaus Theaterstraße 11–13, Treppenhaus

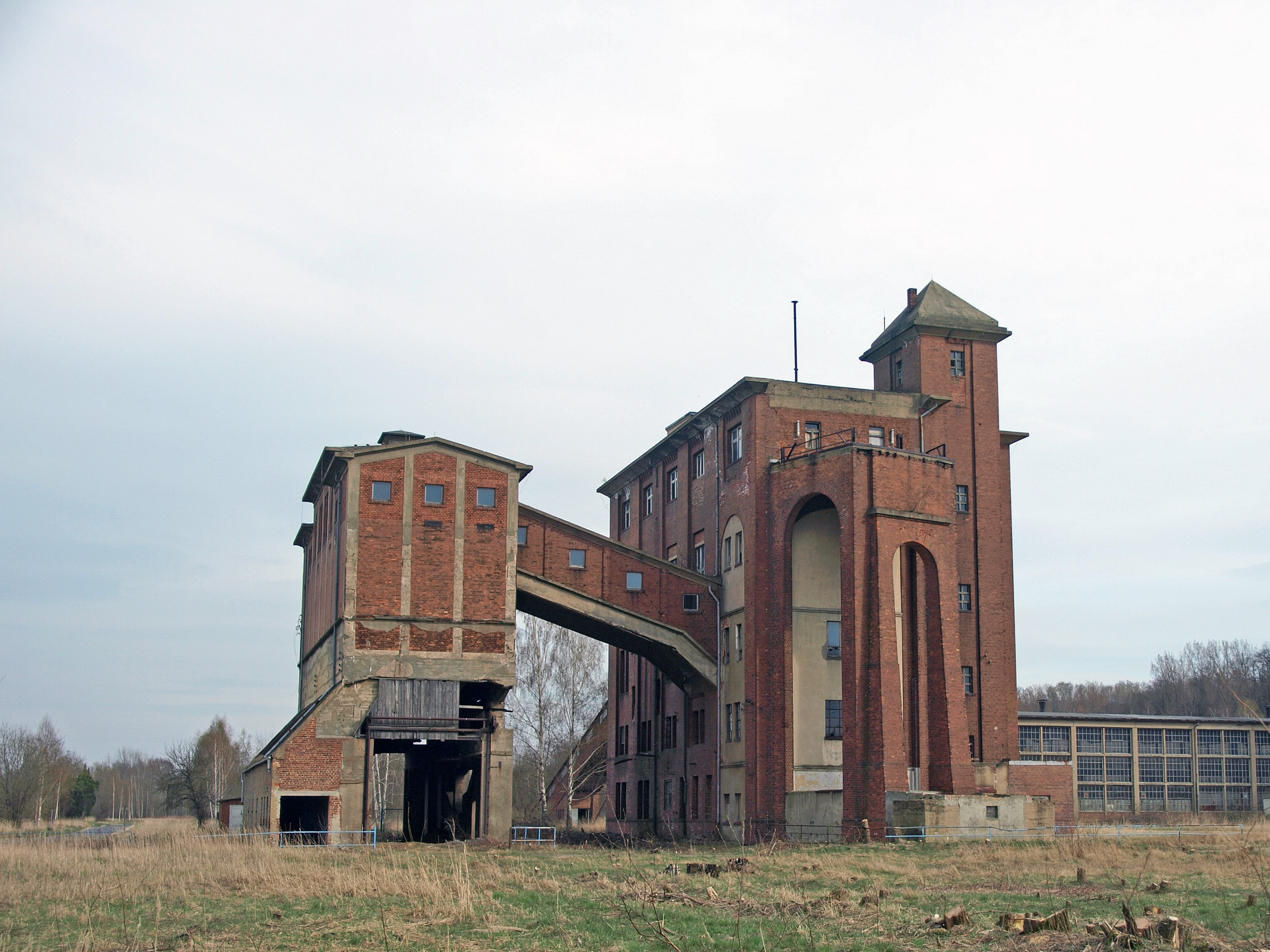
Hochbunker mit Siebanlage im Braunkohlewerk Berzdorf, 1924 realisiert, 1927 stillgelegt und 1953 wieder in Betrieb genommen, später Umbau zur Lehrwerkstatt

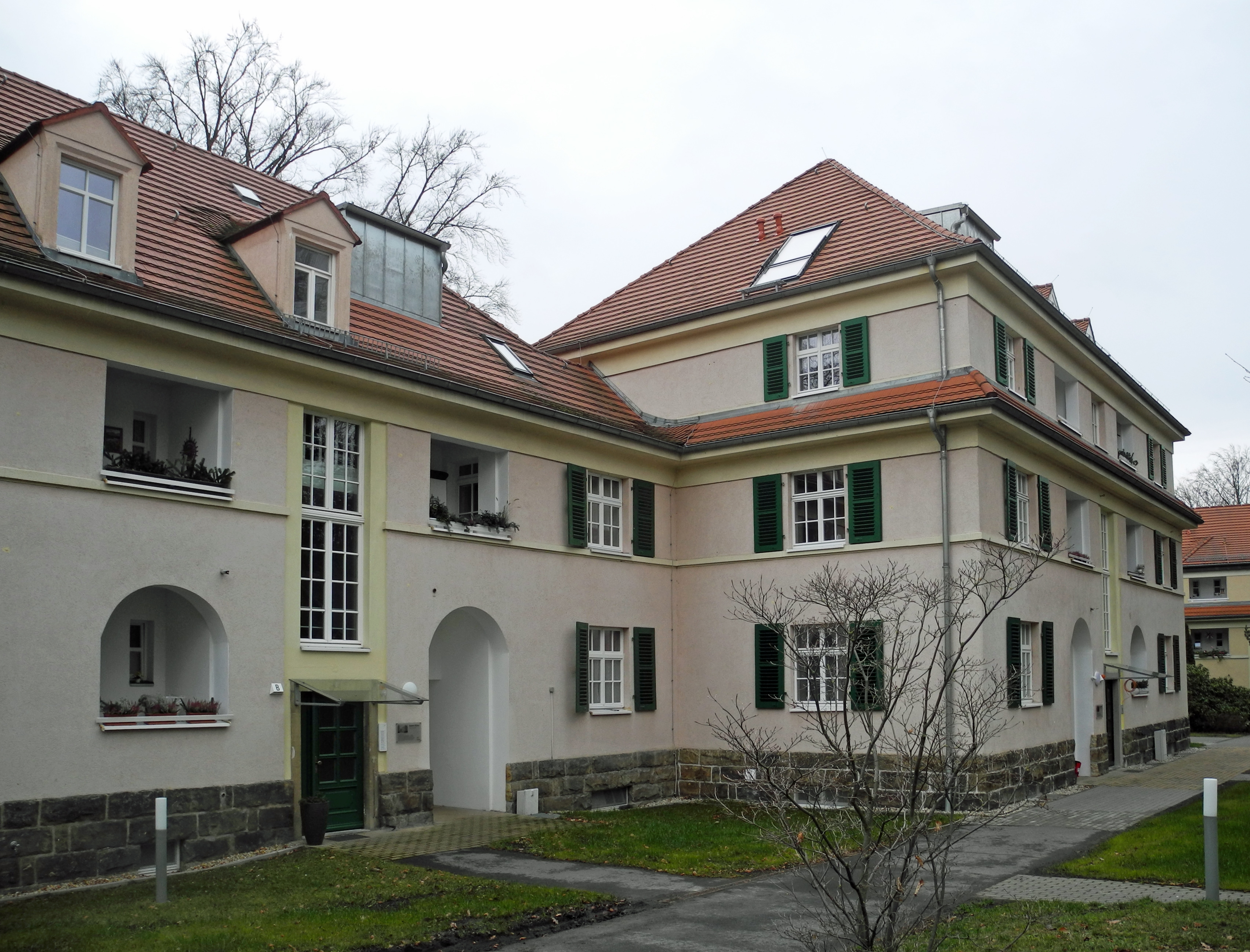
Hedrich-Greß-Heim, Dresden-Bühlau, Bautzner Landstraße 108, Realisiert 1929.

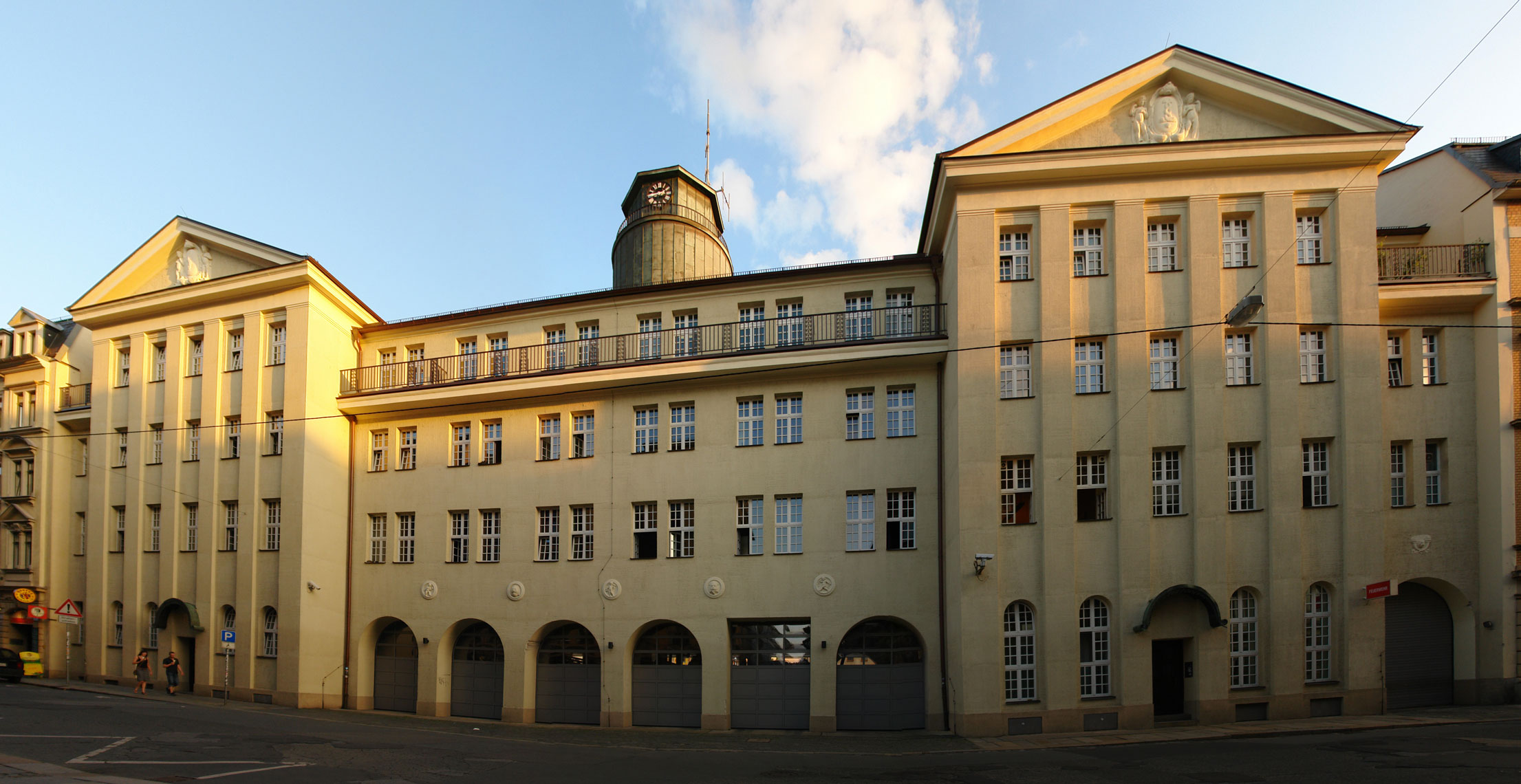
Feuerwache Dresden-Neustadt, Louisenstraße 14–16, Bauleitung durch Wirth 1913–1914.

Ludwig Wirth (* 14. Februar 1879 in Regensburg; † 18. August 1946 in Garmisch-Partenkirchen) war ein deutscher Architekt. Der Schwerpunkt seines Schaffens lag zwischen 1913 und 1935 in Dresden. Diese Zeit war geprägt von Materialknappheit, Hyperinflation und wirtschaftlicher Depression, die das Bauwesen in Deutschland erheblich beeinträchtigten.

## Leben und Wirken
Nach seinem Abschluss an der Technischen Hochschule München erhielt Ludwig Wirth eine Anstellung als „Regierungs-Baumeister in den Landbauämtern Amberg und Regensburg“. Zu einem unbekannten Zeitpunkt lernte er den talentierten und dynamischen Architekten Hans Erlwein kennen, der zu seinem Mentor wurde. Erlwein, ebenfalls Bayer und Absolvent der TH München (1893–1896), war im November 1904 zum Stadtbaurat von Dresden berufen worden. Bereits ein Jahr später übernahm er die Leitung des Hochbauamts. Er baute in dieser Funktion das Amt als große und schlagkräftige Institution auf und initiierte ein ehrgeiziges Bauprogramm, welches die Realisierung von beeindruckenden 127 Projekten in einem Zeitraum von zehn Jahren vorschlug.
Es bleibt unklar, wann genau Wirth seinen Lebensmittelpunkt nach Dresden verlegte. Vermutlich arbeitete er jedoch bereits um das Jahr 1911 in der Stadt, als die erste Internationale Hygiene-Ausstellung stattfand. Für dieses Ereignis verfasste er unter der Leitung Hans Erlweins einen 25-seitigen Aufsatz über ideale Familienwohnungen, der 1914 veröffentlicht wurde. Anm. 1 Sicher ist, dass Wirth in den Jahren 1913 und 1914 als „Stadtbauamtmann, Abteilungsvorstand im Entwurfsatelier des städtischen Hochbauamtes“ Erlwein bei diversen Projekten assistierte. Anm. 2 Während dieser Zeit übernahm Wirth auch die Bauleitung für die von Erlwein entworfene Feuerwache in der Louisenstraße in Dresden-Neustadt. Im August 1914 wurde er schließlich zum Militärdienst in den eingezogen.
Als Wirth nach dem Krieg wieder nach Dresden zurückkehrte und in seiner bisherigen Position als Abteilungsleiter des Entwurfsateliers 3 als Stadtbauamtmann tätig wurde, war dort seit 1916 Hans Poelzig der amtierende Stadtbaumeister Dresdens.
Im Jahr 1920, kurz nachdem Poelzig im April seine Tätigkeit beendet hatte, begann Ludwig Wirth mit dem Entwurf für das Stadthaus an der Theaterstraße, das seinen Ruf als Architekt nachhaltig prägte. Es war das erste monumentale Gebäude, das in Dresden nach dem Krieg errichtet wurde. Wirths Entwurf war eine vereinfachte Version von Poelzigs Stadthaus-Projekt aus den Jahren 1917–1918 für die Ringstraße 8.
Bereits 1914 hatte Wirth Pläne für ein Stadthaus entwickelt, das Räume für das Chemische Untersuchungsamt an der Nöthnitzer Straße schaffen sollte. Dieses Projekt wurde jedoch verworfen, da die begrenzten Platzverhältnisse langfristig keine Erweiterungen zuließen. Stattdessen verlegte das Hochbauamt die Planungen auf ein städtisches Grundstück an der Ecke Könneritz- und Pöppelmannstraße (heute nicht mehr existent und nicht zu vergleichen mit der Pöppelmannstraße in Dresden-Johannstadt) aus.
Auch dieser Standort wurde schließlich aufgegeben, da inzwischen neue Räumlichkeiten für die Städtische Bücherei und den Lesesaal in den Planungen berücksichtigt werden mussten und die Lage für diese Nutzungen als zu peripher galt. Erst im Mai 1921 fand man in einem ursprünglich für den Neubau des Arbeitsnachweises vorgesehenen Bauplatz eine geeignete Alternative.
Mittlerweile hatte sich der Plan gefestigt, dass in dem Neubau verschiedene bislang in der Stadt verstreute Funktionen an einem Standort zentralisiert werden sollten. Infolge der Auswirkungen der Inflation musste der Bau jedoch mit einem äußerst begrenzten Budget realisiert werden. Statt das Gebäude mit einer Sandsteinfassade zu verblenden und damit der ortstypischen Tradition gerecht zu werden, wählte man Kunststein mit Muschelkalk als Fassadenmaterial. Zudem musste auf Zierrat nahezu gänzlich verzichtet werden. Wirth machte diese Einschränkungen zum Ausgangspunkt seiner Gestaltung: mittels einer expressionistisch orientierten bauplastischen Durchbildung der Fassade – mit konkaven Jochen, betonten Lisenen und gestaffelter Schnittfigur – schuf er ein bemerkenswertes baukünstlerisches Zeugnis.
Als Reaktion auf die kriegsbedingte Wohnungsnot veröffentlichte Wirth 1919 Die Kleinwohnung und ihre Grundrißformen. Diese Buchpublikation stellt eine Ausarbeitung seines Aufsatzes von 1911 dar. Darin werden sowohl mehrstöckige Mehrfamilienhäuser als auch Einfamilien-Reihenhäuser berücksichtigt, wobei der Schwerpunkt auf gesundheitlichen Aspekten wie Licht, Belüftung und Bereitstellung von Badewannen liegt („transportable Volksbadewannen“ sowie Wannen mit festem Abfluss werden vorgeschlagen).
Nach dem Weggang Poelzigs lag die Leitung des Hochbauamts für eineinhalb Jahre interimistisch in den Händen des Stadtbaurats Georg Fleck, der zugleich das Tiefbauamt leitete. Im Jahr 1921 schrieb die Stadt Dresden die Stelle des Stadtbaumeisters aus. Bis zum Ablauf der Bewerbungsfrist am 1. Oktober 1921 gingen laut Schätzungen der Dresdner Nachrichten insgesamt 85 Bewerbungen aus dem gesamten Deutschen Reich ein, darunter auch die von Ludwig Wirth, der sich neben weiteren einheimischen Kandidaten bewarb. Anm. 3
Die damals anscheinend als gering empfundene Bewerberzahl resultierte aus der Anforderung nach dem 2. Staatsexamen und des fehlenden Nachwuchses. Namhafte Architekten fanden sich unter den Bewerben überhaupt nicht, was sicher auf die Ausrichtung der Ausschreibung zurückzuführen war: Man hatte deutlich um eine Person geworben, die Kompetenzen in der Verwaltung und weniger in der baukünstlerischen Betätigung besaß. Obwohl Wirth über die Befähigung zur Fortführung der Amtsdienste der Hochbauamtsleitung verfügte und auch in der Öffentlichkeit bekannt und beliebt zu sein schien, wurde er nicht für diese Stelle ausgewählt.
Am 1. Juli 1922 wurde Paul Wolf zum neuen Stadtbaurat für Hochbauwesen und Stadterneuerung ernannt. Wolf musste sich gegen erhebliche Widerstände im eigenen Amt durchsetzen. Gegen Beginn seiner Amtszeit lehnten sich zwei der ihm unterstellten Baudirektoren gegen seine Amtsführung auf. Unter anderem stießen die von Wolf bevorzugte Backsteinbauweise und die von ihm propagierte Einbeziehung der Reklame ins Stadtbild offensichtlich auf Ablehnung bei seinen baukünstlerisch von Erlwein und Poelzig geprägten Mitarbeitern. Es ist davon auszugehen, dass die wiederholte Kritik an der Qualität der Wolfschen Bauten und seines baukünstlerischen Talents durch Werner Hegemann in den Zeitschriften Der Städtebau und in Wasmuths Monatshefte für Baukunst und Städtebau und die damit einhergehende Herabwürdigung in Fachkreisen sich nicht als besonders förderlich für den Beginn der Zusammenarbeit im Amt darstellte.
Unter der Leitung Wolfs wirkte Wirth dann bis 1924 weiter an vielzähligen Projekten mit. Wirth stieg 1922 zum Dienstgrad eines Stadtbaudirektor auf.
Im Herbst 1924 verließ Ludwig Wirth das Städtische Hochbauamt, um 1925 sein eigenes Büro in Dresden zu gründen. Anm. 4 Dort waren unter anderem Johannes Rascher und Reinhold Mittmann als Mitarbeiter beschäftigt. Anm. 5 Wirth war in Dresden Leiter der Gruppe „Bildender Künstler“ der Deutschnationalen Front. 1935 verlegte Wirth seinen Lebensmittelpunkt und sein Architekturbüro nach Garmisch-Partenkirchen.
Ludwig Wirth verstarb am 18. August 1946.

## Publikationen
- Ausstellungswerk der Internationalen Hygiene-Ausstellung Dresden 1911, Bd. III: Haus u. Wohnung, 2. Teil.
- Die Kleinwohnung und ihre Grundrißformen, Verlag von Wilhelm Ernst & Sohn, Berlin, 1919.

## Bauprojekte

### Im Amtsdienst
- 1913: Heim für Obdachlose, Dresden-Pieschen, Mitarbeit als „Gehilfe bei der Entwurfsbearbeitung“.[10]
- 1913–1914: Projekte für die Ausstellung „Das Deutsche Handwerk, Dresden 1915“.[11]
- 1913–1916: Hauptfeuerwache Neustadt, Planbearbeitung und Bauleitung bis August 1914, Fertigstellung durch Bernhard Geißler und Richard Louis.[12][13][14][15]
- 1914: Ausstellungsinstallation von Objekten aus den Sammlungen des Hygiene-Museums Dresden für die „Esposizione Internazionale di Marina, Igiene Marinara e Mostra Coloniale“, Genova, „Padiglione l’uomo, mostra germanica di oggetti provenienti dalle collezioni del muso d’igiene di dresda.“[16][13]
  - Übersetzung aus dem Italienischen: Internationale Ausstellung für Marine, Marinehygiene und Kolonialwaren, Genua, Pavillon des Menschen, Deutsche Ausstellung von Objekten aus den Sammlungen des Hygiene-Museums Dresden.
- 1920–1921: Ergänzungen und Rekonstruktion diverser Räume im Ausstellungsgebäude an der Lennéstraße, Dresden, Wiederherstellung des barocken Konzertsaales, Kuppelhalle, Seiten- und Hauptsaal.[17]
- vor 1922: Kunstausstellungsgebäude an der Lennéstraße, Dresden.[3]
- 1922–1923: Stadthaus an der Theaterstraße 11–13, Dresden, Planung ab 1920 (Erweiterung Theaterstraße 15 um 1928 in Fortführung der grundlegenden stilistischen Prinzipien, realisiert nach Wirths Ausscheiden aus dem Amtsdienst).[1][18][19][13]
- 1924: Hochbunker, Sieb- und Verladeanlage im Braunkohlewerk Berzdorf.[20]
- 1925: Mensa academica für die Studentenschaft der Technischen Hochschule in Dresden, Planung durch Wirth 1922, Fertigstellung unter Autorenbenennung: „Stadtbaurat Wolf unter Mitwirkung von Baudirektor Wirth“, Mommsenstraße 13, Dresden.[21][13]

### Selbständigkeit
- 1924: Katholisches Gesellenhaus, Käufferstr. 4, Dresden, um- und rückwärtig liegender 5-stöckiger Anbau, Schaffung von Unterrichtsräumen für das St. Benno-Gymnasium und von 40 individuellen kleinen Einzelwohnräumen für Gesellen.[22]
- 1925: Ausstellung, 4. Jahresschau Deutscher Arbeit, „Wohnung und Siedlung“, Dresden, Mitwirkung an der Ausgestaltung der Säle für Präsentation zur Wohntechnik im Hauptausstellungsgebäude.[23]
- 1925–1926: Gemeindehaus mit Festsaal für die Zions-Kirchgemeinde, Hohe Straße 49, Dresden.[1][24]
- 1928: Großkraftwagenhalle für die Kraftverkehr Sachsen Aktiengesellschaft (KVG), vormals Kraftverkehr Freistaat Sachsen GmbH, Tharandter Straße 48–52 / Frankenbergstraße, Dresden-Löbtau, durch Anbauten und unsachgerecht Sanierung baukünstlerisch entstellt.[1][25][26][27][13]
- 1928: Mitwirkung am Aufbau der 7. Ausstellung der Dresdner Jahresschau Deutscher Arbeit „Die technische Stadt“, Raumausstattung der Halle für Technisches Spielzeug der Firma B. A. Müller (Dresden) im Vergnügungspark.[28]
- 1928–1929: Altersheim der Sächsischen Staatsbeamten, „Hedrich-Greß-Heim“, Gebäudegruppe von Neubauten (Bautzner Landstraße 108 a–f) unter Einbezug des Schreckschen Sanatoriums (Bautzner Landstraße 108), Dresden-Bühlau.[29]
- 1929: Postamt, Sayda, Dresdner Straße 82, Bauherr: Heimstättengesellschaft Sachsen.[30]
- vor 1929: Küchenausbau im Haus Rehefelder Straße 25, Dresden, Bauherr: Fabrikbesitzer A. Bösenberg.[31]
- vor 1929: Zwei Kamine in der Villa Direktor Dehlinger.[32]
- ca. 1930: Postamt, Neuhausen, Poststraße 3, Bauherr: Heimstättengesellschaft Sachsen.[33]
- 1930: Gemeindehaus mit Festsaal für die Andreas-Kirchgemeinde, Reliefgestaltung des Torbogengewändes von Georg Wrba, Canalettostraße 15, Dresden.[1][34][35][13]
- 1932: Bürohaus Postplatz, Dresden, Parzelle zwischen Hotel Weber und Gaststätte Gambrinus.
- 1938–1939: Verwalter-Gebäude, Gut des Generals der Artillerie Karl Eberth, Graf-Dürckheim-Straße 10, Steingaden, heute Hotel und Tagungsstätte Karl-Eberth-Haus.[1]
- 1939: Landhaus für den Generalfeldmarschall List, Garmisch-Partenkirchen.[1]

## Planungen

### Im Amtsdienst
- 1913: Feuerwache Dresden-Plauen, Würzburger Straße, Hofmühlenstraße.
- 1918: Projekt für einen Ausstellungs-Pallast, zwischen Lenné-Straße, Bürgerwiese und Albrecht-Straße mit Ausstellungspalast, Auditorium, Wasserbecken und Garten, Dresden.[13]
- 1918–1919: Projektentwürfe für ein Ausstellungsrestaurant im Großen Garten, Anbau an Ausstellungsgebäude entlang der Lennéallee, Herkulesallee, Dresden.[20]
- ca. 1918–1920: (während Poelzigs Amtszeit): Entwürfe für einen Konzertsaal.[13]
- 1920: Neubauprojekt für das Chemische Untersuchungsamt der Stadt Dresden, Nöthnitzer Straße, Dresden.[20][13]
- 1920: Zweigeschossiges Pfarrhaus in Neuberzdorf.[20][13]
- 1921: Projekt für ein Nationales Hygiene-Museum, Dresden.[36][37][13]
- 1922: Studentenhaus, Mommsenstraße, Dresden.[20][13]
- vor 1922: Umgestaltung des Rathausplatzes.[3]
- vor 1922: Um- und Neubauten des Friedrichstädter Krankenhauses.[3]
- vor 1922: Studie zu einem Stadthaus an der Marien-Brücke, Könneritzstraße, Ritzenbergstraße.
- vor 1924: Gross-Markthalle, Dresden-Friedrichstadt, Grundstück zwischen Bremer Str., Waltherstraße und Hamburger Straße; für Hochbauamt, Der Rat zu Dresden, Entwurfsabteilung 3.[20][13]

### Selbständigkeit
- 1913: Wettbewerbsbeitrag, Handelskammer, Plauen, Kennwort „Hansa“, 71 Wettbewerbsbeiträge, 1. Preis: Stephan & Möbius (Dresden), 2. Preis und Ausführung: Lossow & Kühne.[38][39][13]
- 1925: Projekt zur Neugestaltung der Nordseite des Altmarktes in Dresden, Aufstockung der Geschäftshäuser des Konsul Johannes Mühlberg zwischen Schloßstraße und Schössergasse um drei Geschosse, Ausarbeitung in zwei Varianten.[40][41]
- 1925–1926: Geladener Baukünstlerischer Ideenwettbewerb für Neubau des Dresdner Lehrervereins, weitere Teilnehmer neben Wirth: Prof. Walter Gropius, Emil Högg, Gustav Lüdecke, Preisgericht: Adolf Muesmann, Paul Wolf, Heinrich Tessenow, Kurt Bärbig.[42]
- 1925–1926: Wettbewerbsentwurf für das Haus des Dresdner Anzeigers in Dresden, Kennwort: „Im Geist der Gotik“.[43][44]
- 1928: Projekt für Neubau St. Benno-Gymnasium, Grundstück Käufferstraße/Am Queckbrunnen, Dresden.[45][46]
- ca. 1928: Entwurf zu einem 9-stöckigen Hochhaus in Dresden, Mitarbeit: Reinhold Mittmann, zwischen Kreuzstraße und Großer Frohngasse.[13]
- vor 1929, Wohn- und Geschäftshaus der Niedrigpreis-Filiale der Ehape AG, Dresden-Löbtau.[47]
- vor 1929: Entwurf für das Katholische St.-Benno-Gymnasium in Dresden.[48]
- vor 1929: Siedlungshaus am Plauenschen Ring, Dresden.[49]
- vor 1929: Freistehendes zweigeschossiges Wohnhaus.[13]
- vor 1929: Clubhaus.[50]
- vor 1929: Projekt für ein Heim katholischer erwerbstätiger Frauen und Mädchen, Dresden.[51]
- 1933: Unterirdisches Lichtspieltheater am Dresdner Altmarkt, Bauvorlage einstimmig von der 1. Ratsabteilung abgelehnt.[52]

## Primärquelle
- Ludwig Wirth: Meine Arbeiten – Dresden 1913–1935; Dresden, ca. 1935., 1 Kapsel mit 19 Nummern, davon 2 gedruckte Bücher. – Werk, Zeichnung Sammlungen von Dokumenten, Briefen etc.; Signatur: Mscr.Dresd.App.3104; Ankauf der Sächsischen Landesbibliothek – Staats- und Universitätsbibliothek Dresden vom Mai 2015.